# Théodore Paqué
Théodore Paqué est un homme politique français né le 22 juillet 1866 à Hombourg-Haut (Moselle) et mort le 10 novembre 1943 à Saint-Dié (Vosges).

## Biographie
Fils d'un négociant devenu maire de Hombourg-Haut après l'annexion de 1870 et marie sa fille au directeur des forges de Burbach[pas clair], Théodore Paqué entre au séminaire de Montigny-lès-Metz puis de Pont-à-Mousson. Choisissant finalement de ne pas poursuivre dans cette voix, il s'installe comme négociant en vins et en alcool à Saint-Avold. Il entre au conseil municipal en 1908 et  devient  maire après que son prédécesseur a été démis de ses fonctions le 3 décembre 1918. Il est confirmé à ce poste aux élections municipales de novembre 1919. En décembre 1919, il devient conseiller général du canton de Saint-Avold. Le 20 octobre 1920 il devient délégué comme représentant au Conseil consultatif d'Alsace-Lorraine, qui existe jusqu'en 1924. Il entre au bureau de l'Union républicaine lorraine le 30 avril 1923 et devient l'un des trois membres du comité directeur le 17 décembre de la même année. Il se présente aux sénatoriales de 1923 sans le soutien du parti et n'obtient qu'une seule voix sur 1 390.
Après de nombreuses discussions, il est présent sur la liste de l'URL en dernière position et parvient à être élu député de la Moselle. Il s'inscrit au groupe de l'Entente républicaine démocratique. Fervent catholique, il réorganise l'Union Populaire lorraine en Action populaire lorraine et soutient avec vigueur le statut particulier de l'Alsace-Lorraine. Il est aussi président du Souvenir français dans sa commune et soutient l'Union des anciens combattants. Il participe cependant aux réunions contre l'autonomie et défend la propagation du français avec l'enseignement direct de la langue. Il est aussi très actif à l'Assemblée nationale sur des questions touchant les anciens combattants ou la Lorraine. Il se représente en 1928 dans la circonscription de Saint-Avold mais arrive en troisième position. Il se désiste en faveur de Jean Labach.
Il reste ensuite très actif au Conseil général. Tentant de se faire élire aux sénatoriales de 1932, il échoue, n'ayant pas eut l'investiture de l'URL. Avec la crise économique, il éprouve des difficultés avec son entreprise. Il démissionne de son mandat de maire en 1934, et en 1937 il ne se représente pas au Conseil général. Sa société fait faillite la même année. Il s'installe à Metz avant de partir pour Saint-Dié au début de la Seconde Guerre mondiale

## Décoration
- Chevalier de la Légion d'honneur (15 avril 1920)

## Sources
- « Théodore Paqué », dans le Dictionnaire des parlementaires français (1889-1940), sous la direction de Jean Jolly, PUF, 1960 [détail de l’édition]
- Dir. Jean El Gammal, François Roth et Jean-Claude Delbreil, Dictionnaire des Parlementaires lorrains de la Troisième République, Metz, Serpenoise, 2006 (ISBN 2-87692-620-2, OCLC 85885906, lire en ligne), p. 303-304